# Ana Guerra

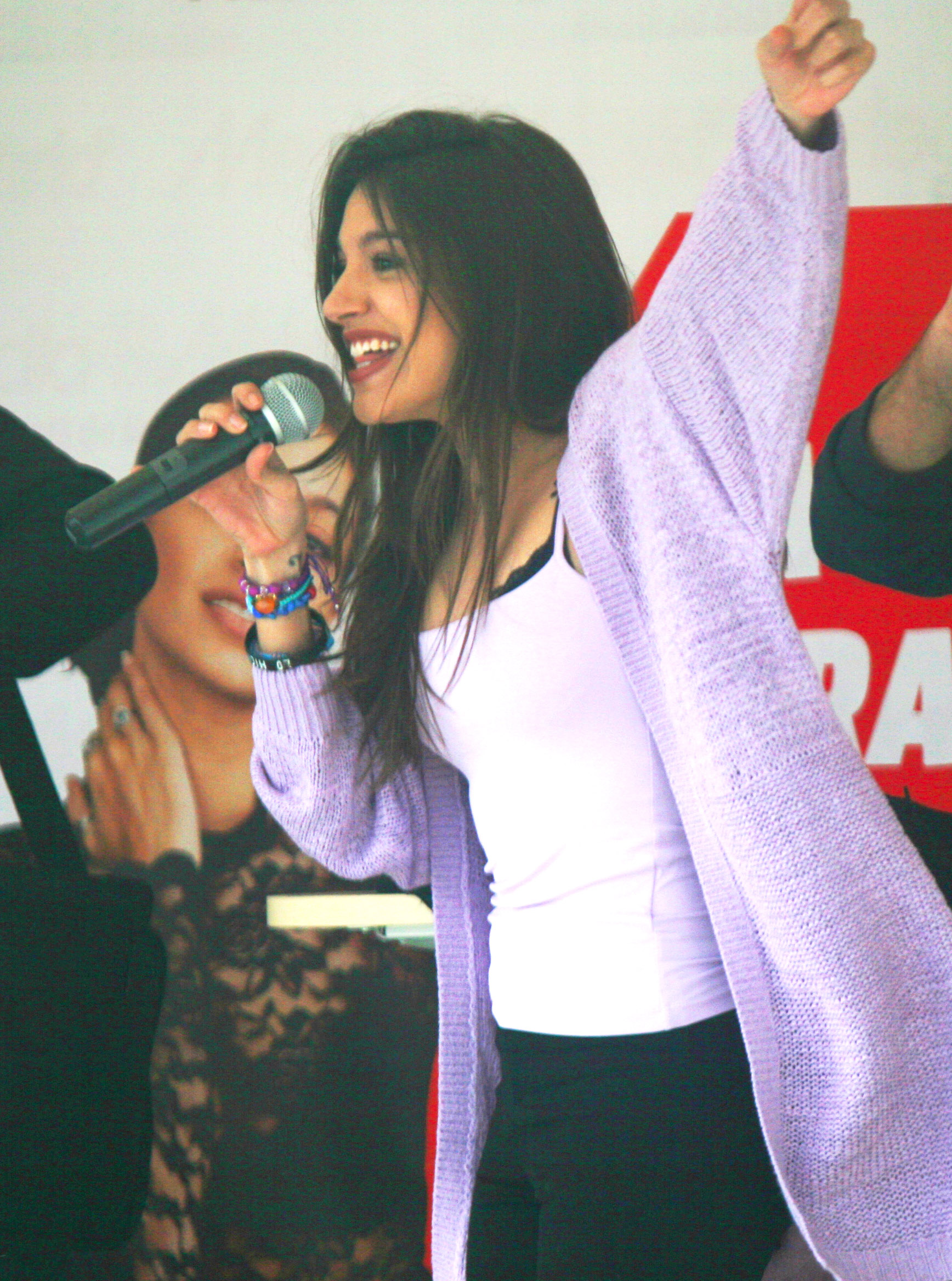
Ana Guerra in Sevilla (2018)

Ana Alicia Guerra Morales, genannt Ana Guerra (* 18. Februar 1994 in San Cristóbal de La Laguna, Teneriffa) ist eine spanische Popsängerin.
Guerra nahm 2017 an der Castingshow Operación Triunfo teil und wurde Fünfte. Ihre erste Single Lo malo, die sie gemeinsam mit Aitana aufnahm, erreichte Platz 1 der spanischen Singlecharts und wurde mit Fünffachplatin ausgezeichnet.
Nach ihrem Abschied von der Operación Triunfo veröffentlichte Ana Guerra ihren Song Ni la hora auf digitalen Plattformen, der von Juan Magán mitgesponsert wurde. In seiner ersten Veröffentlichungswoche wurde es auf der offiziellen Verkaufsliste als Nummer eins eingestuft. Spanisch und zertifiziert als fünfter Platinrekord mit mehr als 40.000 Verkäufen, der in mehr als 17 Ländern in Europa und Lateinamerika zu hören ist. Ihre Single Bajito ist ebenfalls eine goldene Schallplatte. Die digitale Zeitung El Español betrachtet sie als eine der erfolgreichsten Kandidaten der Operación Triunfo.

## Werdegang
Guerra sprach für die Serie 9 der Operación Triunfo vor und wurde am 23. Oktober 2017 für die Teilnahme an der "Academy" der Show ausgewählt. Bei der 12. "Gala" oder Live-Show am 22. Januar 2018 wurde von der Öffentlichkeit entschieden, dass sie eine der fünf Finalisten der Serie.
In der Operación Triunfo trat Guerra auch an, um Spanien beim Eurovision Song Contest 2018 mit den Einsendungen El Remedio, die sie solo aufführte, und Lo malo, die sie im Duett mit Aitana aufführte, zu vertreten. Das letztere Lied, das ursprünglich von Jess Morgan und Will Simms in englischer Sprache geschrieben und von Brisa Fenoy in spanischer Sprache adaptiert wurde, belegte den dritten Platz, wurde jedoch zum Nummer-1-Hit in der spanischen Single-Tabelle und erhielt eine doppelte Platin-Zertifizierung. Die Single erreichte drei Wochen lang die Nummer eins der spanischen PROMUSICAE. Der frühere Eintrag El Remedio, der von Nabález verfasst wurde, wurde im April 2018 als Single veröffentlicht.
Am 6. Juli 2018 veröffentlichte Guerra mit Juan Magán eine Single mit dem Titel Ni la hora. Die Single debütierte auf Platz zwei der spanischen Single-Charts und ihr offizielles Musikvideo wurde in fünf Tagen auf YouTube mehr als 4,5 Millionen Mal angesehen. Am 6. Dezember 2018 veröffentlichte sie die Solo-Single Bajito, wo sie mit Javier Calvo, Javier Ambrossi, Dulceida, Alba Paul, Miguel Diosdado und Antonia Payeras auftrat. Es erhielt schlechte Kritiker wegen seines erotischen Inhalts.
Im Dezember 2018 sang er mit Agoney, Lola Índigo, Raoul Vázquez und Aitana für die Coca-Cola-Werbekampagne zu Weihnachten.
Am 25. Januar 2019 veröffentlichte sie ihr erstes Album mit dem Titel Reflexión. Ebenfalls zu Beginn dieses Jahres nahm Ana als Gastkünstlerin an
David Bustamantes neuem Album Héroes en tiempos de Guerra teil, insbesondere am Song Desde que te vi. Guerra hatte bereits im Juni 2018 live mit Bustamante beim Caminando Juntos- Konzert im Estadio Santiago Bernabéu in Madrid gesungen.
Sie trat zusammen mit Roi Méndez in der zweiten Folge von 99 lugares donde pasar miedo auf, die am 4. Mai 2019 auf Discovery MAX ausgestrahlt wurde, wo sie Loch Ness, Comlongon Castle und Greyfriars Kirkyard besuchten.
Zwischen September 2019 und Januar 2020 tourte Ana Guerra mit ihrem Kollegen Operación Triunfo Luis Cepeda auf der "ImaginBank" -Tour durch 16 Städte in ganz Spanien.
Bis Dezember 2019 hatte Ana Guerra neun Platin- und zwei Goldrekorde. Mehr als 90.000 Follower über ihre sozialen Netzwerke und mit mehr als 85 Millionen Views auf ihrem YouTube-Kanal. Andererseits überstieg sein Soloalbum Reflexión 100 Millionen Aufrufe.  Auch in diesem Jahr teilte Ana Guerra die Bühne mit großen spanischsprachigen Musikstars wie Alejandro Sanz und Juan Luis Guerra.

## Diskografie

### Alben
| Jahr | Titel             | Höchstplatzierung, Gesamtwochen, AuszeichnungChartsChartplatzierungen (Jahr, Titel, Platzierungen, Wochen, Auszeichnungen, Anmerkungen) | Anmerkungen                                   |
| Jahr | Titel             | ES | Anmerkungen                                   |
| ---- | ----------------- | --- | --------------------------------------------- |
| 2018 | Sus canciones     | ES4 (11 Wo.)ES | mit ihren Beiträgen zu Operación Triunfo 2017 |
| 2019 | Reflexión         | ES2 (28 Wo.)ES |                                               |
| 2021 | La luz del martes | ES4 (3 Wo.)ES |                                               |
| 2023 | Érase una vez     | ES—ES |                                               |
| 2024 | Sin final         | ES—ES |                                               |

### Singles
| Jahr | Titel Interpret                    | Höchstplatzierung, Gesamtwochen, AuszeichnungChartsChartplatzierungen (Jahr, Titel, Interpret, Platzierungen, Wochen, Auszeichnungen, Anmerkungen) | Anmerkungen |
| Jahr | Titel Interpret                    | ES | Anmerkungen |
| ---- | ---------------------------------- | --- | ----------- |
| 2018 | El remedio                         | ES51 (4 Wo.)ES |             |
| 2018 | Lo malo Aitana & Ana Guerra        | ES1 ×5Fünffachplatin · (56 Wo.)ES |             |
| 2018 | Ni la hora Ana Guerra & Juan Magan | ES2 ×3Dreifachplatin · (36 Wo.)ES |             |
| 2018 | Bajito                             | ES13 Platin · (21 Wo.)ES |             |
| 2019 | Con una mirada                     | ES67 (1 Wo.)ES |             |

Weitere Singles
- 2019: Sayonara (mit Mike Bahía)
- 2019: Culpable o no (mit Luis Cepeda)
- 2020: Tarde O Temprano
- 2020: Listo va (mit Lérica)
- 2021: Peter Pan (mit David Otero)
- 2022: Voy a pensar en ti (mit Fran Perea)
- 2023: Si me quisieras
- 2023: Tiempo de Descuento
- 2024: Contar Mentiras
- 2024: Canción de luto (mit Coti)
- 2025: La llama